# Liste des intercommunalités des Bouches-du-Rhône

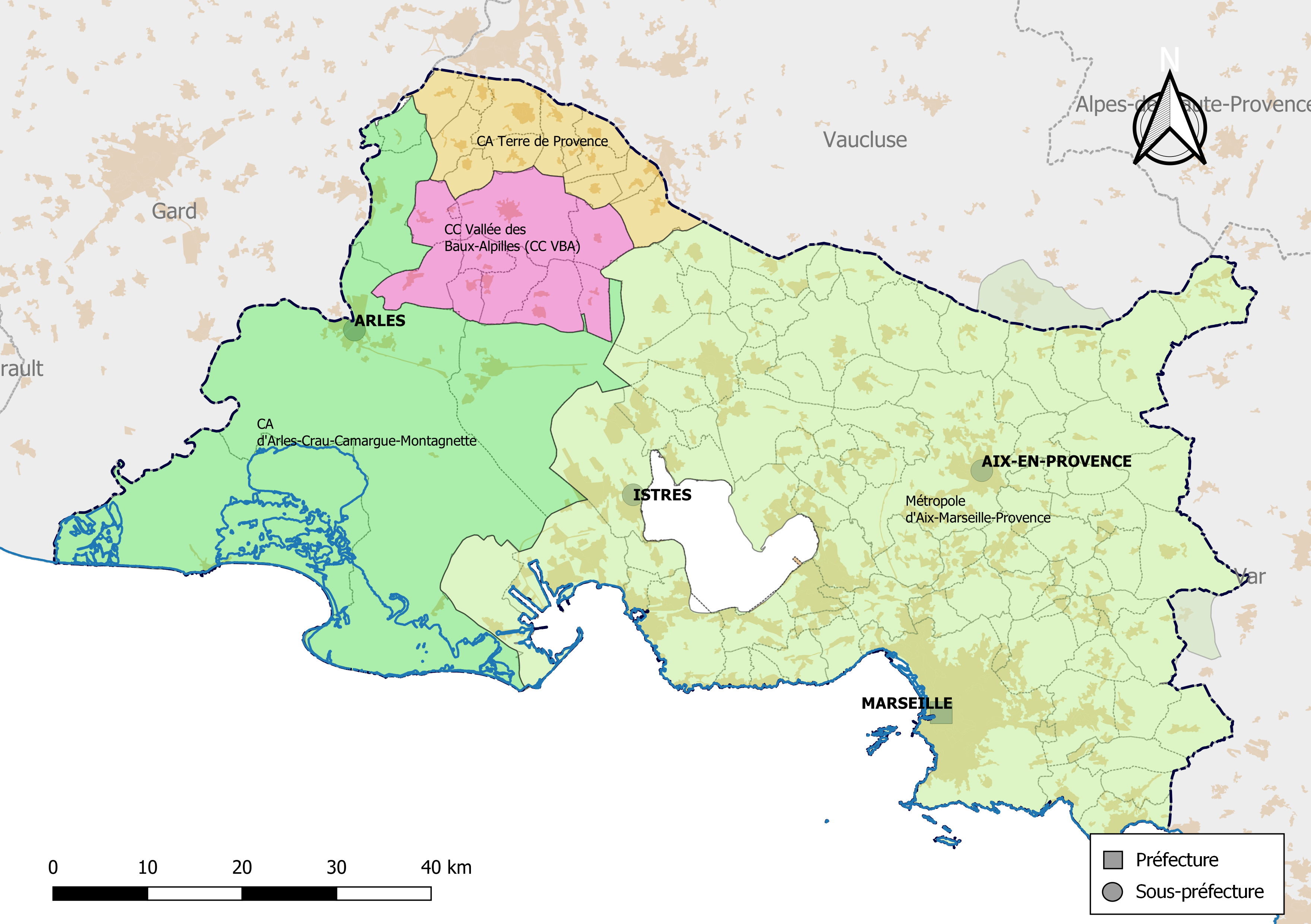
Carte des EPCI des Bouches-du-Rhône au 1er janvier 2019.

Les Bouches-du-Rhône comptent quatre intercommunalités qui regroupent les 119 communes du département : une métropole, deux communautés d'agglomération et une communauté de communes.

## Intercommunalités actuelles
| Forme juridique            | Nom                                | no SIREN  | Date de création | Nombre de communes                     | Population (der. pop. légale) | Superficie (km2) | Densité (hab./km2) | Siège                  | Président          |
| -------------------------- | ---------------------------------- | --------- | ---------------- | -------------------------------------- | ----------------------------- | ---------------- | ------------------ | ---------------------- | ------------------ |
| Métropole                  | Métropole d'Aix-Marseille-Provence | 200054807 | 1er janvier 2016 | 92 (dont 1 dans le 83 et 1 dans le 84) | 1 911 311 (2021)              | 3 149,20         | 607                | Marseille              | Martine Vassal     |
| Communauté d'agglomération | Arles-Crau-Camargue-Montagnette    | 241300417 | 1er janvier 2004 | 6                                      | 83 429 (2021)                 | 1 445,80         | 58                 | Arles                  | Patrick de Carolis |
| Communauté d'agglomération | Terre de Provence                  | 200035087 | 24 décembre 1996 | 13                                     | 60 434 (2021)                 | 265,90           | 227                | Eyragues               | Corinne Chabaud    |
| Communauté de communes     | Vallée des Baux-Alpilles           | 241300375 | 29 décembre 1995 | 10                                     | 27 712 (2021)                 | 319,80           | 87                 | Saint-Rémy-de-Provence | Hervé Chérubini    |

## Historique

1992
1999
2001
2014
2016

| Nom                                  | Type                              | Création         | Disparition      | Notes |
| ------------------------------------ | --------------------------------- | ---------------- | ---------------- | --- |
| Ouest Provence                       | Syndicat d'agglomération nouvelle | 12 juillet 1984  | 31 décembre 2015 | Initialement SAN Nord-ouest de l'étang de Berre. Élargi en 2003, intégré à la métropole d'Aix-Marseille-Provence en 2016.      |
| Multipôle de l'étang de Berre        | District                          | 28 août 1991     | 31 décembre 2001 | Intégré à l'Agglopole Provence.                                                                                                |
| Pays salonais                        | District                          | 21 décembre 1991 | 31 décembre 2001 | Intégré à l'Agglopole Provence.                                                                                                |
| Marseille Provence Métropole         | Communauté de communes            | 16 décembre 1992 | 6 juillet 2000   | En partie intégrée à la communauté urbaine Marseille Provence Métropole.                                                       |
| Garlaban Huveaune Sainte-Beaume      | Communauté de villes              | 31 décembre 1992 | 16 décembre 1999 | Transformée en communauté d'agglomération.                                                                                     |
| Pays d'Aix                           | Communauté de communes            | 21 décembre 1993 | 31 décembre 2000 | Intégrée à la communauté d'agglomération du Pays d'Aix.                                                                        |
| Lou Païs d'Estello et Dou Merlançoun | Communauté de communes            | 27 décembre 1993 | 31 décembre 2006 | En partie intégrée à la communauté d'agglomération du pays d'Aubagne et de l'Étoile.                                           |
| Monts Auréliens Sainte-Victoire      | Communauté de communes            | 31 décembre 1993 | 31 décembre 2000 | En partie intégrée à la communauté d'agglomération du Pays d'Aix.                                                              |
| Collines-Durance                     | Communauté de communes            | 24 juin 1994     | 31 décembre 2001 | Intégrée à l'Agglopole Provence.                                                                                               |
| Coteaux d'Aix Ouest                  | Communauté de communes            | 30 décembre 1994 | 31 décembre 2006 | En partie intégrée à la communauté d'agglomération du Pays d'Aix.                                                              |
| Garlaban Huveaune Sainte-Beaume      | Communauté d'agglomération        | 17 décembre 1999 | 1er janvier 2007 | Intégrée à la communauté d'agglomération du pays d'Aubagne et de l'Étoile.                                                     |
| Marseille Provence Métropole         | Communauté urbaine                | 7 juillet 2000   | 31 décembre 2015 | Intégrée à la métropole d'Aix-Marseille-Provence.                                                                              |
| Pays de Martigues                    | Communauté d'agglomération        | 29 décembre 2000 | 31 décembre 2015 | Communauté d'agglomération Ouest de l'étang de Berre de 2000 à 2008. Intégrée à la métropole d'Aix-Marseille-Provence en 2016. |
| Pays d'Aix                           | Communauté d'agglomération        | 1er janvier 2001 | 31 décembre 2015 | Intégrée à la métropole d'Aix-Marseille-Provence.                                                                              |
| Agglopole Provence                   | Communauté d'agglomération        | 1er janvier 2002 | 31 décembre 2015 | Intégrée à la métropole d'Aix-Marseille-Provence.                                                                              |
| Pays d'Aubagne et de l'Étoile        | Communauté d'agglomération        | 1er janvier 2007 | 31 décembre 2015 | Intégrée à la métropole d'Aix-Marseille-Provence.                                                                              |